# Gabinete Kariņš II
El Gobierno Kariņš II ( en letón: Ministru kabinets ) fue el 41.º gobierno de la República de Letonia entre el 14 de diciembre de 2022 hasta el 15 de septiembre de 2023, bajo la 14 legislatura de la Saeima.
Está dirigido por el Primer Ministro Arturs Krišjānis Kariņš, vencedor por mayoría relativa de las elecciones de 2022. Se basa en una coalición de tres partidos. Sucedió al Gobierno Kariņš I y entregó el poder al Gobierno de Evika Siliņa.

## Historia
Este gobierno está dirigido por el primer ministro liberal-conservador, Arturs Krišjānis Kariņš. Estaba formado y apoyado por una coalición entre Nueva Unidad (JV), la Lista Unida (AS) y la Alianza Nacional (NA). Juntos al principio del gobierno tenían 54 de 100 diputados, es decir, 54% de escaños en la Saeima. Se formó tras las elecciones de 2022.
Sucedió así al Gobierno Kariņš I, formado por una coalición minoritaria entre Nueva Unidad, el Nuevo Partido Conservador (JKP), Desarrollo/Para! (AP) y la Alianza Nacional.

### Formación
Durante las elecciones, Nueva Unidad ocupó el primer lugar, mientras que la mayoría de los partidos prorrusos no lograron escaños en el Saeima. El 3 de octubre, el presidente de la República, Egils Levits, autorizó a Arturs Krišjānis Kariņš a iniciar negociaciones de coalición. Una semana después, el Jefe de Gobierno saliente indicó al Jefe de Estado que había intercambiado puntos de vista con la Lista Unida, la Alianza Nacional y Los Progresistas, considerando los dos primeros una alianza a tres bandas con la Nueva Unidad.
Al final de una nueva entrevista con Kariņš el 24 de octubre, Levits anunció que se formaría una coalición tripartita que reuniría a Nueva Unidad, la Lista Unida y la Alianza Nacional, habiéndose negado finalmente los progresistas a entrar en el gobierno. El pacto de coalición entre los tres partidos fue firmado por sus dirigentes el 3 de noviembre y prevé, en particular, la creación de un Ministerio del Clima y de la Energía. El 22 de noviembre, Egils Levits anunció que proponía oficialmente a Arturs Krišjānis Kariņš como candidato a primer ministro. La Saeima votó, nueve días después, modificar la ley relativa a la estructura de gobierno para crear el Ministerio de Clima y Energía.
El 5 de diciembre, la Alianza Nacional publicó la lista de sus candidatos a los cargos ministeriales que le estaban reservados, seguida poco después por Nueva Unidad. La Lista Unida hizo lo mismo al día siguiente. El voto de confianza tuvo lugar el 14 de diciembre de 2022: aprobado por 54 votos a favor y 37 en contra, el gobierno tomó posesión el mismo día.

### Sucesión
Arturs Krišjānis Kariņš anunció su dimisión el 14 de agosto de 2023, citando desacuerdos dentro de su coalición, específicamente dirigidos a la Lista Unida y la Alianza Nacional. De hecho, dimitió efectivamente el 17 de agosto y el gobierno quedó en funciones hasta la formación del próximo gobierno. Siete días después, el presidente de la República, Edgars Rinkēvičs, nombró a Evika Siliņa, Ministra de Bienestar Social — previamente designada por Nueva Unidad para constituir el nuevo gobierno.
Luego se formó una coalición con la Unión de los Verdes y los Campesinos (ZZS) y Los Progresistas (P). Su gobierno de 14 ministros, entre ellos Krišjānis Kariņš en Asuntos Exteriores, obtuvo la confianza de los diputados el 15 de septiembre de 2023.

## Apoyo parlamentario
| Cámara | Candidato        | Fecha                                                     | Voto | JV |    | AS | NA |   |   |   | Total  |
| ------ | ---------------- | --------------------------------------------------------- | ---- | -- | -- | -- | -- | - | - | - | ------ |
| Saeima | Krišjānis Kariņš | 14 de diciembre de 2022 Mayoría simple requerida (51/100) | Sí   | 26 |    | 15 | 13 |   |   |   | 54/100 |
| Saeima | Krišjānis Kariņš | 14 de diciembre de 2022 Mayoría simple requerida (51/100) | No   |    | 14 |    |    | 7 | 7 | 9 | 37/100 |
| Saeima | Krišjānis Kariņš | 14 de diciembre de 2022 Mayoría simple requerida (51/100) | Abs. |    | 2  |    |    | 4 | 3 |   | 9/100  |

## Gabinete Ministerial

### Primer Ministro de la República de Letonia
| Fotografía | Primer Ministro  | Período             | Período                  | Partido | Partido | Ref    |
| Fotografía | Primer Ministro  | Inicio              | Fin                      | Partido | Partido | Ref    |
| ---------- | ---------------- | ------------------- | ------------------------ | ------- | ------- | ------ |
|            | Krišjānis Kariņš | 23 de enero de 2019 | 15 de septiembre de 2023 |         | JV      | [ 18 ] |

### Ministerios
| Ministerio                                 | Fotografía | Titular                 | Período                 | Período                  | Partido | Partido | Ref    |
| Ministerio                                 | Fotografía | Titular                 | Inicio                  | Fin                      | Partido | Partido | Ref    |
| ------------------------------------------ | ---------- | ----------------------- | ----------------------- | ------------------------ | ------- | ------- | ------ |
| Agricultura                                |            | Didzis Šmits            | 14 de diciembre de 2022 | 15 de septiembre de 2023 |         | AS      | [ 19 ] |
| Bienestar Social                           |            | Evika Siliņa            | 14 de diciembre de 2022 | 15 de septiembre de 2023 |         | JV      | [ 20 ] |
| Clima y Energía                            |            | Raimonds Čudars         | 1 de enero de 2023      | 15 de septiembre de 2023 |         | JV      |        |
| Cultura                                    |            | Nauris Puntulis         | 8 de julio de 2019      | 15 de septiembre de 2023 |         | NA      | [ 21 ] |
| Defensa                                    |            | Ināra Mūrniece          | 14 de diciembre de 2022 | 15 de septiembre de 2023 |         | NA      | [ 22 ] |
| Educación y Ciencia                        |            | Anda Čakša              | 14 de diciembre de 2022 | En el Próximo Gobierno   |         | JV      | [ 23 ] |
| Economía                                   |            | Ilze Indriksone         | 26 de mayo de 2022      | 15 de septiembre de 2023 |         | NA      | [ 24 ] |
| Finanzas                                   |            | Arvils Ašeradens        | 14 de diciembre de 2022 | En el Próximo Gobierno   |         | JV      | [ 25 ] |
| Interior                                   |            | Māris Kučinskis         | 14 de diciembre de 2022 | 15 de septiembre de 2023 |         | AS      | [ 26 ] |
| Justicia                                   |            | Inese Lībiņa-Egnere     | 14 de diciembre de 2022 | En el Próximo Gobierno   |         | JV      | [ 27 ] |
| Protección Ambiental y Desarrollo Regional |            | Māris Sprindžuks        | 1 de enero de 2023      | 15 de septiembre de 2023 |         | AS      | [ 28 ] |
| Transporte                                 |            | Jānis Vitenbergs        | 1 de enero de 2023      | 15 de septiembre de 2023 |         | NA      | [ 29 ] |
| Relaciones Exteriores                      |            | Edgars Rinkēvičs        | 25 de octubre de 2011   | 15 de septiembre de 2023 |         | JV      | [ 30 ] |
| Relaciones Exteriores                      |            | Arturs Krišjānis Kariņš | 8 de julio de 2023      | En el Próximo Gobierno   |         | JV      |        |
| Salud                                      |            | Līga Meņģelsone         | 14 de diciembre de 2022 | 15 de septiembre de 2023 |         | AS      | [ 31 ] |